# Susana Manzanares Córdova
Susana Guillermina Manzanares Córdova (Iguala de la Independencia, Guerrero, 19 de septiembre de 1958-Ciudad de México, 6 de octubre de 2008) fue una política mexicana, miembro del Partido de la Revolución Democrática (PRD). Fue diputada local y federal.

## Biografía
Es licenciada en Pedagogía egresada de la Facultad de Filosofía y Letras de la Universidad Nacional Autónoma de México (UNAM).
Fue militante del Movimiento Revolucionario del Pueblo y militante del Partido Mexicano Socialista (PMS). En 1988 apoyó al Frente Democrático Nacional y a partir de 1989 se integró en el PRD, del que fue fundadora en la delegación Tlalpan. Fue integrante del comité delegacional del partido en Tlalpan y fundadora de la organización Convergencia Tlalpan. De 1993 a 1994 laboró como coordinadora del programa de promoción y defensa de los niños de América Latina, y del programa de niños en situación de riesgo, ambos en la embajada de Canadá en México.
En 2000 fue elegida diputada a la II Legislatura de la Asamblea Legislativa del Distrito Federal por el distrito 38 local y en la que fue presidenta de la comisión de Participación Ciudadana y coordinadora de asesores de su grupo parlamentario. Y al terminar dicho cargo, en 2003, fue precandidata del PRD a Jefa delegacional en Tlalpan, pero fue derrotaba por su competidor Carlos Imaz Gispert, aunque ella denunció haber sido víctima de un fraude. 
Entonces fue postulada y elegida diputada federal por el Distrito 29 del Distrito Federal a la LIX Legislatura que concluyó en 2006. En esta legislatura fue secretaria de la comisión de Participación Ciudadana; así como integrante de las comisiones del Distrito Federal; de Desarrollo Metropolitano; y, del Comité del Centro de Estudios Sociales y de Opinión Pública.
En 2006 fue nombrada directora general de Asuntos Agrarios del gobierno del Distrito Federal por el jefe de gobierno Marcelo Ebrard, y se encontraba en ejercicio de este cargo cuando falleció el 6 de octubre de 2008 tras realizarse un operación estética, lo que su familia consideró una negligencia médica y anunció demandaría al hospital en que ocurrió.